# Agones (Spanje)
Agones is een plaats in de Spaanse gemeente Pravia. Agones heeft de status van landelijke parochie. Agones telt 575 inwoners (2009).